# Propaganda pelo ato

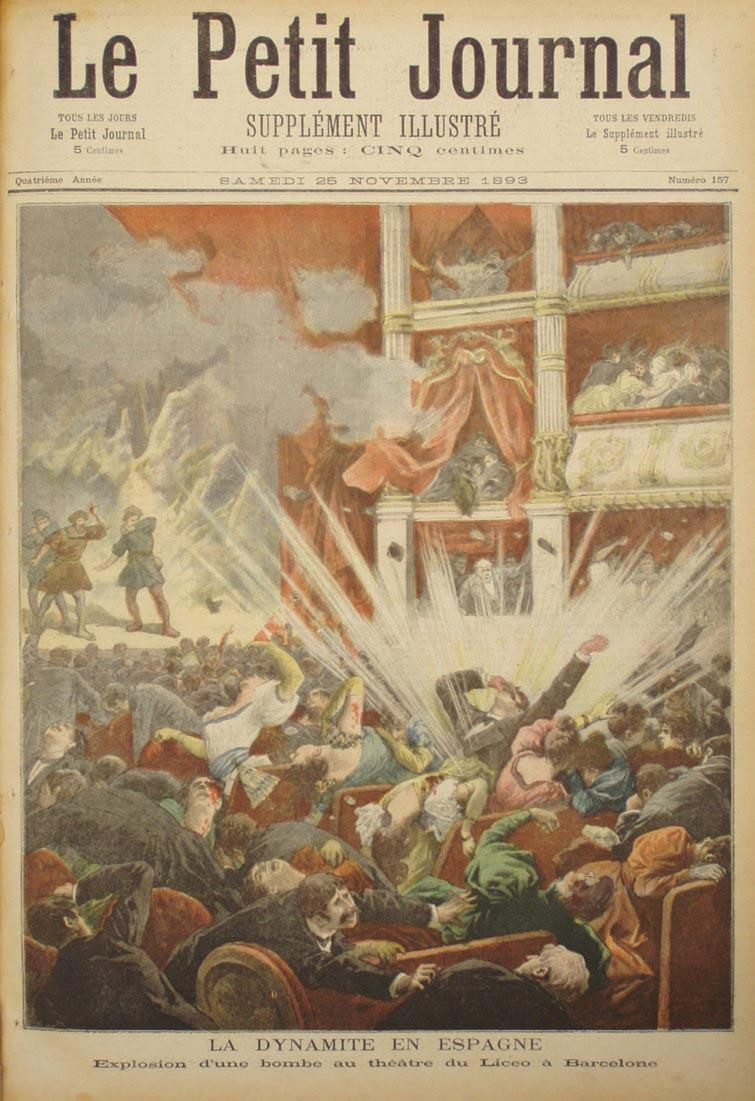
Explosão do Liceu de Barcelona pelo anarquista Santiago Salvador (1893)

Propaganda pelo ato, também conhecida como propaganda pela ação ou ainda propaganda pelo feito (em inglês propaganda by the deed, em francês propagande par le fait) foi uma concepção estratégica anarquista muito popular entre os ilegalistas do final do século XIX e início do século XX. Consiste basicamente na realização de uma ação de grande visibilidade a fim de que esta se torne referência e inspiração para outras ações semelhantes e/ou complementares implementadas por outros grupos e indivíduos.

## Origem conceitual
A definição mais antiga de propaganda pela ação é talvez apresentada pelo teórico libertário revolucionário russo Mikhail Bakunin. Em seu texto conhecido como Cartas para um Francês Sobre a Presente Crise, escrito em 1870, Bakunin defendeu uma aliança revolucionária entre a classe trabalhadora da cidade e o campesinato, afirmando ser necessário fazer propaganda do anarquismo não através de discursos, mas por meio de ações.
(…) precisamos difundir nossos princípios, não com palavras, mas com ações. Esta é a mais popular, mais potente e mais irresistível forma de propaganda.

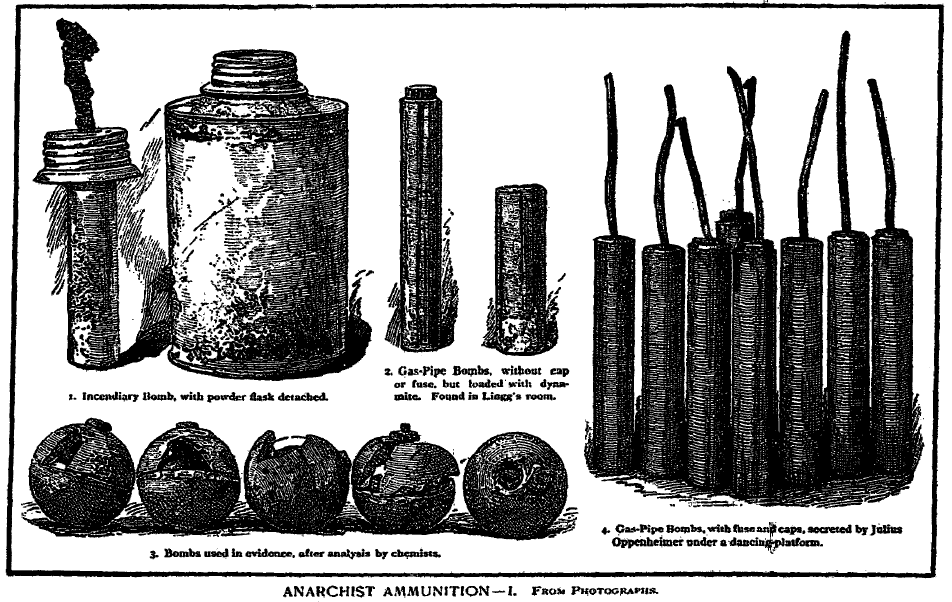
Tipos de bombas utilizadas pelos anarquistas ilegalistas

Enquanto conceito, a propaganda pelo ato foi apresentada pela primeira vez no ano de 1876 em um artigo do boletim da Federação de Jura escrito pelos anarquistas italianos Carlo Cafiero e Errico Malatesta. Esse artigo afirmavam ser a propaganda pelo ato:
Um ato insurreccional destinado a afirmar os princípios socialistas através da ação é o meio mais efetivo e o único que, sem enganar e corromper as massas, pode penetrar até as camadas sociais mais profundas e atrair as forças vivas da Humanidade para a luta mantida pela Internacional.
Ao contrário do entendimento dos ilegalistas, a proposta de Malatesta e Cafiero não contemplava atentados individuais, mas fazia referência à alteração da ordem coletivamente: manifestações, motins e levantes. O essencial de sua proposta se fundamentava na ideia de que só palavras não são suficientes para comover o grupo, entendido por eles como a sociedade. Tais ideias tornaram-se a base para uma série de atentados nos últimos anos do século XIX, que tiveram efeitos diversos do esperado.
O termo tornou-se popular por um artigo escrito por Paul Brousse (1844-1912), um joven médico francês, intitulado Propaganda pelo ato (Propagande par le fait, no original) e publicado em agosto de 1877, onde analisa a insurreição operária da Comuna de Paris e outro movimentos revolucionários como bons exemplos do que deve ser a ação revolucionária baseada na propagação através da ação.

## Ilegalismo e violência

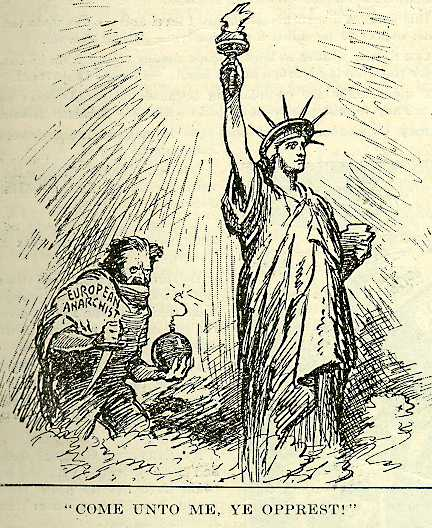
Propaganda Anti-anarquista estadunidense de (1919)

Ao fim do século XIX, a propaganda pelo ato estava invariavelmente vinculada a atentados violentos, contra órgãos governamentais e regentes políticos, acarretando também em ciclos de vingança nos quais cada anarquista preso e executado por uma ação violenta, propagava novas ações violentas contra os agentes do capital e do Estado. Os adeptos ilegalistas da propaganda pelo ato acreditavam que suas ações acarretariam em uma reação massiva contra as instituições e figuras pró-sistêmicas acarretando em um momento revolucionário.
Neste contexto, um dos mais fervorosos defensores dessa estratégia foi Johann Most, que concordava com esses atos devido a sua grande ressonância entre as massas. Foi assim que ele próprio se denominara Dinamost, devido ao seu método preferido de apologia à violência, a dinamite. Apesar da apologia, Most nunca esteve diretamente envolvido em nenhuma ação violenta.
Os anarquistas ilegalistas e seus atos regicidas, expropriadores e bombardeadores, no final do século XIX e início do XX, contrariamente ao que esperavam, foram destituídos de todo sentido político pela mídia sensacionalista patronal, e transformados em símbolos de violência, insanidade e caos.
A partir da cobertura midiática, os anarquistas foram genericamente classificados sob a recém inventada alcunha de terrorista. Apesar de serem minoria dentro das vertentes de ação e pensamento anarquista, os ilegalistas forneceram o subterfúgio perfeito para que o aparato repressor estatal perseguisse duramente anarquistas de todas as vertentes.
A cobertura midiática da propaganda pela ação dos ilegalistas do século XIX ficaria tão profundamente marcada no imaginário ocidental que até os dias de hoje em alguns meios, a ideia de anarquia continua a ser confundida com caos e os anarquistas são por vezes estereotipados como fanáticos de olhos vidrados com bombas ou punhais em suas mãos.

## Abandono da violência
A propaganda pelo ato, enquanto forma violenta de ação direta envolvendo bombas e assassinatos políticos, foi abandonada por grande parte do movimento anarquista depois da Primeira Guerra Mundial (1914-1918) e da Revolução Russa em 1917. Existem diversos fatores relacionados a este abandono, as causas mais importantes estão vinculadas com o aumento da repressão estatal, a ampliação do nível de organização no âmbito do movimento operário (particularmente a nova importância do anarcossindicalismo nos países latinos da Europa como Espanha, Itália e França) e o impacto da Revolução Russa sobre o anarquismo. Esta fez com que as ações perpetradas por uma vanguarda composta por revolucionários profissionais tornassem menos relevantes à propaganda pelo ato através de ações individuais e quase sempre reativas.
Contudo a importância dos levantes e rebeliões na criação de condições para uma insurreição maior nunca foi deixada de lado, continuou ativa no anarcossindicalismo das décadas de 1920 e 1930, uma evidência da centralidade da ideia de ação direta. Entre os anarcossindicalistas a ideia de propaganda pelo ato permaneceu viva através do conceito de "greve revolucionária", em grande medida inspirada nas reflexões de Georges Sorel (1908) com relação às conseqüências da violência.

## Tolstoi e a propaganda pela ação
Apropriando-se da propaganda pelo ato a partir de uma perspectiva pacifista e repudiando os atos de violência dos ilegalistas, Liev Tolstoi propôs a criação de comunas rurais anarco-cristãs como principal meio de divulgação e evidência da viabilidade do anarquismo na prática. Com base em suas ideias, muitas comunas foram voluntariamente formadas no leste europeu depois da Revolução de Outubro. Todas elas eram em grande medida orientadas pelos valores tolstoianos de trabalho e não-violência.
Com a chegada dos bolcheviques ao poder e após receberem ampla visibilidade, as comunas anarco-cristãs passaram a ser duramente reprimidas pelo governo soviético, que buscou destruí-las a qualquer custo, de forma que até mesmo a história de muitas delas ficassem para sempre perdidas. Uma das maiores comunas tolstoianas foi a Comuna Vida e Trabalho que em seu momento mais próspero chegou a possuir em torno de mil membros.

## O situacionismo e os happenings
Na década de 1950, as concepções surgidas durante a Internacional Situacionista sobre a criação de "situações" podem ser facilmente relacionadas à propaganda pelo ato (o que não é surpresa, dada a influência do anarquismo no pensamento de Guy Debord). Os movimentos autonomistas e os grupos de guerrilha urbana também se apropriaram do conceito nos anos 1970. Durante esse período, também o conceito de sabotagem cultural, guerrilha imaginativa, guerrilha de comunicação e outros tipos de formas não violentas de ações artísticas e políticas se tornaram populares como novas formas de "ação direta". Os happenings e teatros de rua da década de 1970, por exemplo, misturavam ação direta com uma intenção artística, como as propostas anteriores de André Breton e o movimento surrealista e de Arthur Rimbaud e sua "mudança da vida".

## Propaganda pela ação na atualidade
Nos dias de hoje, são notórias as ações de grupos anticapitalistas em manifestações massivas ao redor do globo. Durante os protestos contra reuniões do Grupo dos 8 e da Organização Mundial de Comércio diversos grupos ganham visibilidade midiática através de suas ações. Nessas ocasiões, os black blocs e os Tute Bianche são dois dos mais ativos no enfrentamento de aparatos repressores, sendo que os primeiros também se empenham na destruição de símbolos capitalistas, prédios públicos e corporativos. Em 2000, um grupo sueco chamado Partido Invisível empreendeu uma série de ações que também estão relacionadas à tradição de propaganda pelo ato.